# Měrotín
Měrotín je obec v okrese Olomouc v Olomouckém kraji. Žije zde 276 obyvatel.

## Název
Původní podoba jména vesnice byla Mirotín, byla odvozena od osobního jména Mirota (což byla domácká podoba některého jména obsahujícího -mir-, např. Miroslav, Bolemir) a znamenala "Mirotův majetek". Podoba Měrotín je doložena od 18. století a je důsledkem častého zaměňování slabik mir a měr (v kořenu i příponě) v osobních a místních jménech.

## Historie
První písemná zmínka o obci pochází z roku 1365 (Mirotyn), kdy se připomíná v majetku dubčanských vladyků. Po roce 1536 připadl zástřizlovskému panství v sousedních Haňovicích, u něhož zůstal i po bělohorských konfiskacích až do zrušení patrimoniální správy.

## Přírodní poměry
V severním výběžku katastru obce se nachází přírodní památka Geologické varhany.

## Obyvatelstvo

### Struktura
Vývoj počtu obyvatel za celou obec i za jeho jednotlivé části uvádí tabulka níže, ve které se zobrazuje i příslušnost jednotlivých částí k obci či následné odtržení.
| Rok            | 1869 | 1880 | 1890 | 1900 | 1910 | 1921 | 1930 | 1950 | 1961 | 1970 | 1980 | 1991 | 2001 | 2011 | 2021 |
| -------------- | ---- | ---- | ---- | ---- | ---- | ---- | ---- | ---- | ---- | ---- | ---- | ---- | ---- | ---- | ---- |
| Počet obyvatel | 361  | 355  | 374  | 397  | 434  | 420  | 397  | 344  | 370  | 374  | 322  | 293  | 291  | 264  | 252  |
| Počet domů     | 48   | 57   | 60   | 65   | 73   | 74   | 82   | 86   | 93   | 93   | 86   | 94   | 92   | 94   | 101  |

## Obecní správa
Mezi lety 1869–1960 Měrotín byl obcí v okrese Litovel. V letech 1961–1990 patřil jako část obce k Mladči a od 24. listopadu 1990 je opět samostatnou obcí.

### Obecní symboly
Znak a vlajka byly obci uděleny rozhodnutím předsedy Poslanecké sněmovny Parlamentu České republiky dne 5. října 2004.

## Pamětihodnosti
V obci jsou evidovány tyto kulturní památky:
- kostel svatého Martina – pozdně renesanční stavba z let 1618–1619 s použitím části pozdně gotického zdiva[7]
- fara čp. 20 (jihovýchodně od kostela) – hodnotná barokní architektura z roku 1772[14]

## Osobnosti
- Jan Izák (1822–1898), rolník a politik, zemský poslanec
- Jan Izák (1850–1923), lékař
- Irena Greifová (1939–2022), kostýmní výtvarnice. Její rodiče se uchýlili do Měrotína po vzniku Slovenského štátu.

## Galerie

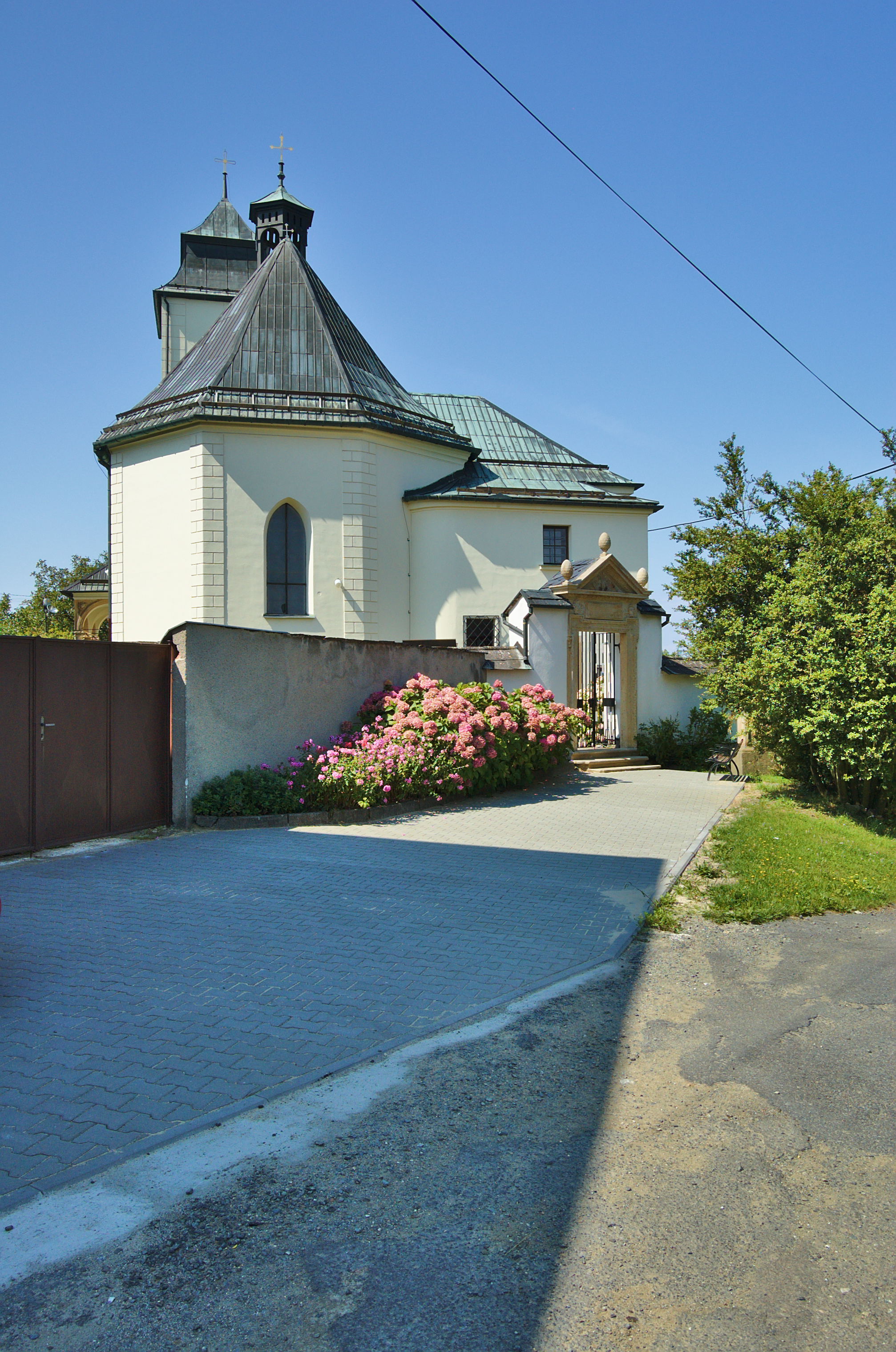
Kostel svatého Martina
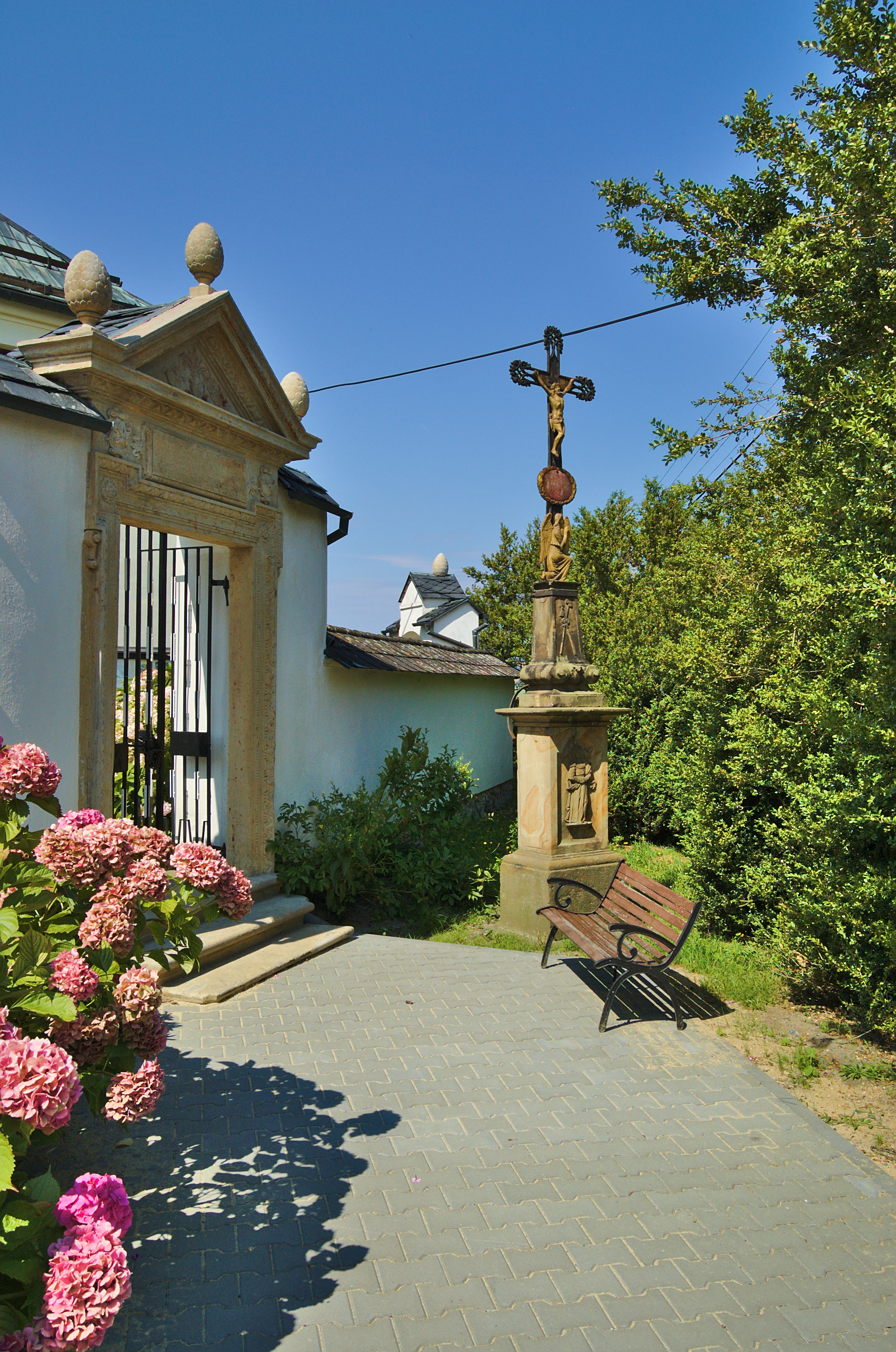
Kříž před kostelem svatého Martina
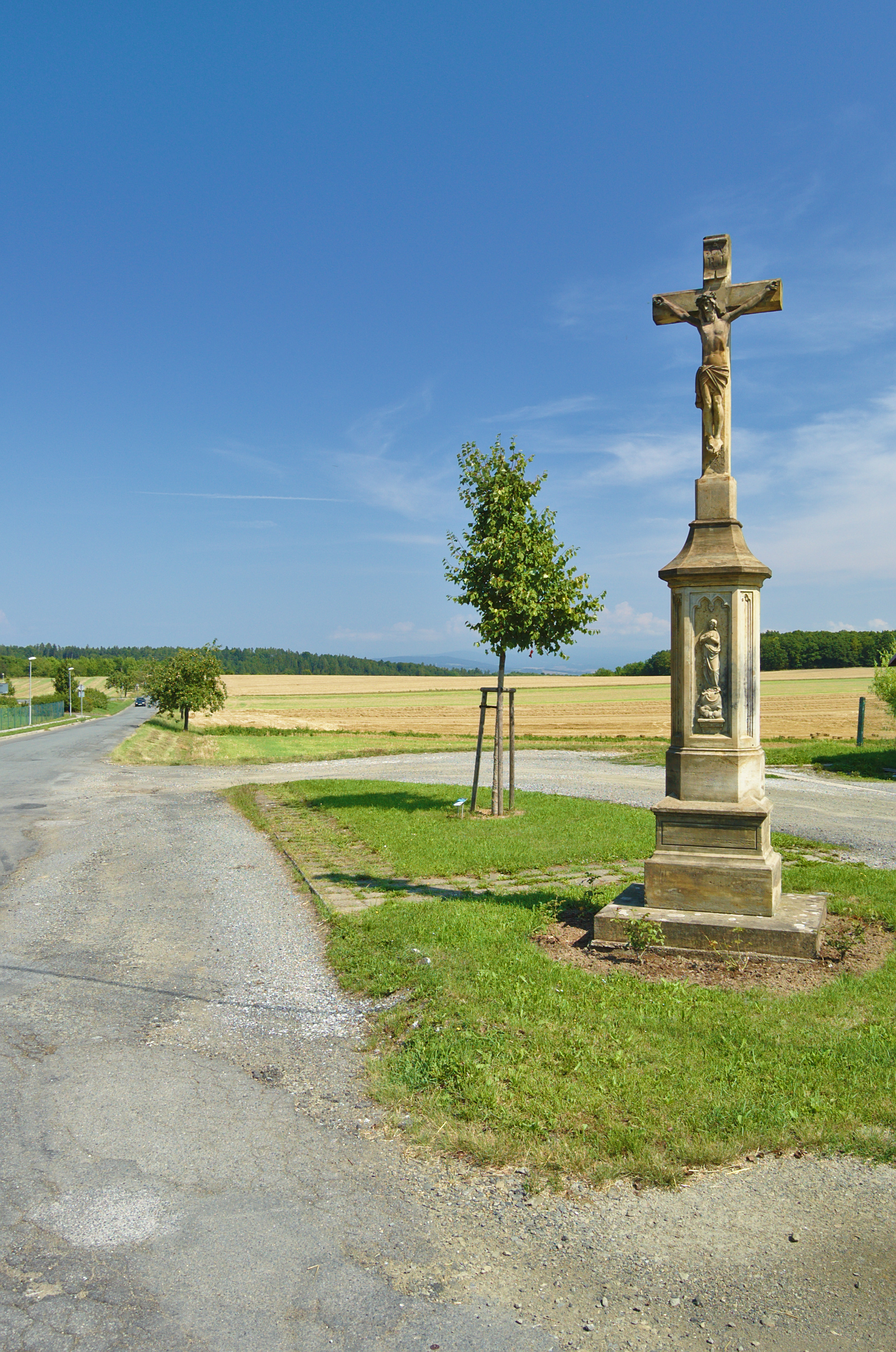
Kříž na konci obce u silnice na Mladeč
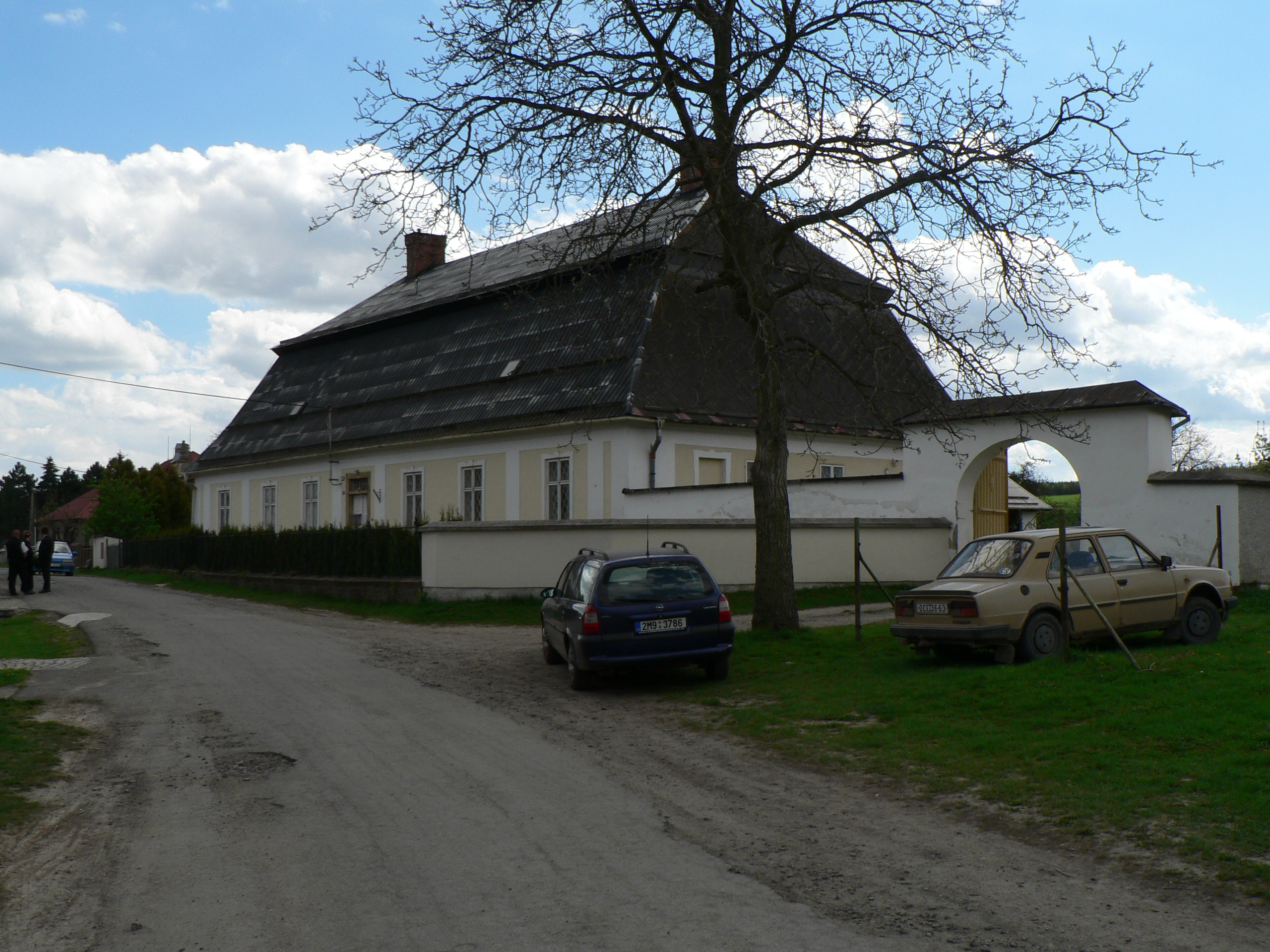
Barokní fara u kostela
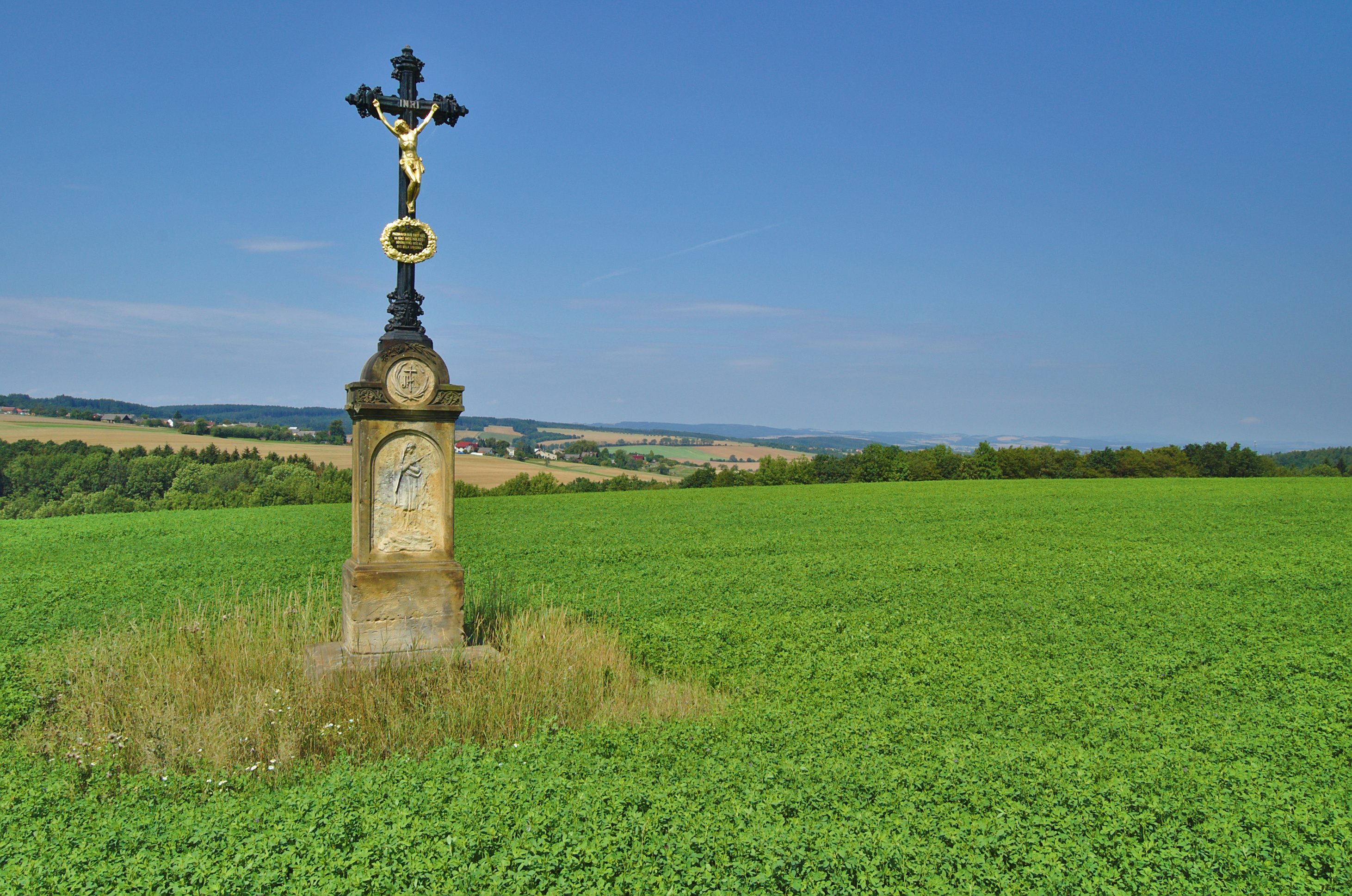
Kříž mezi hospodou Na Pindě a obcí Měrotín
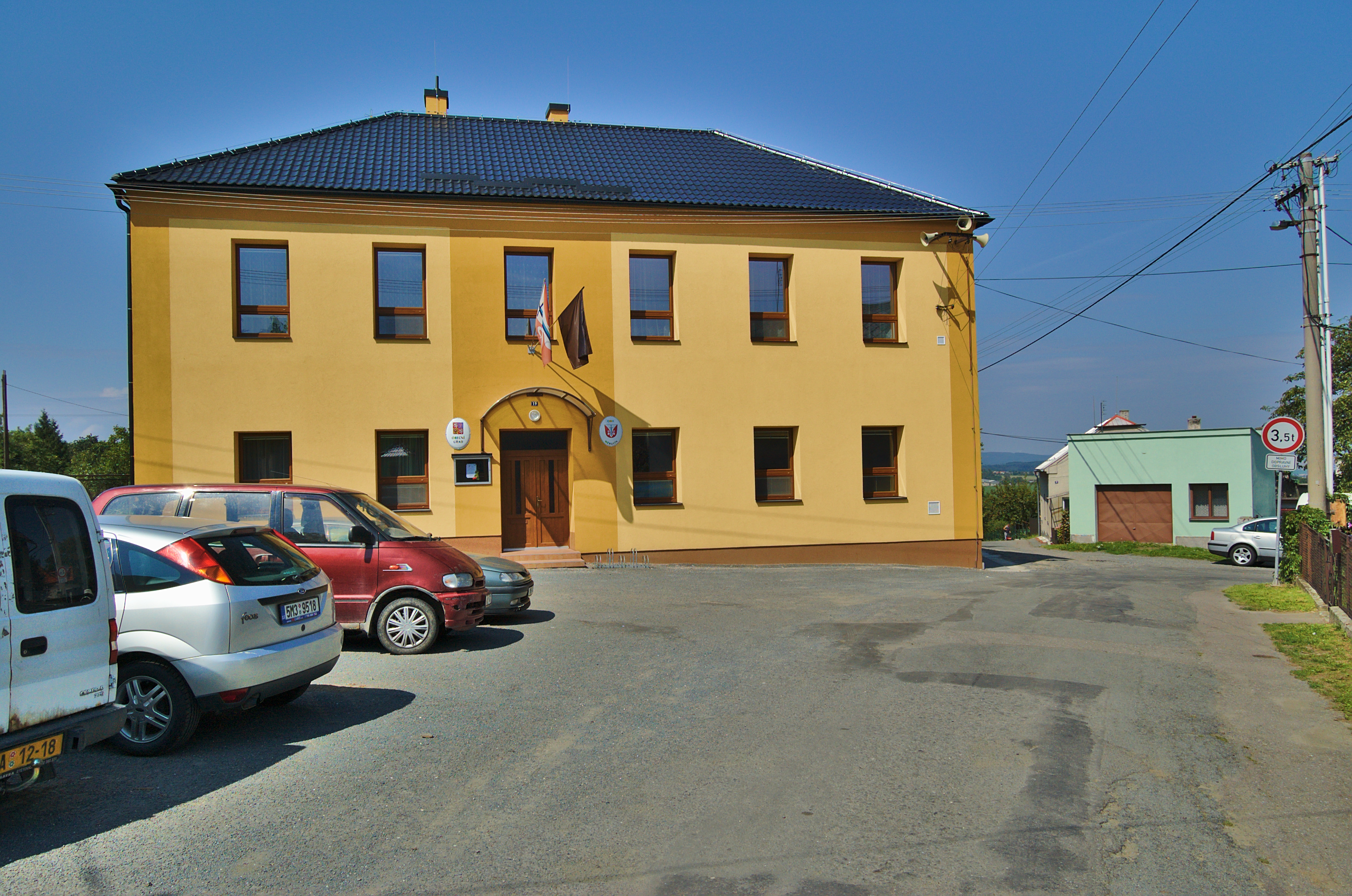
Obecní úřad